# Маркем (остров)
Маркем (англ. Markham Island) — небольшой высокий одинокий остров, лежащий в море Росса близ мыса Оскар в северной части залива Терра Нова у берегов Земли Виктории.
Остров имеет отвесные берега, его диаметр составляет около 1-й мили. Представляет собой обнажение вулканической природы над неизученной отрицательной магнитной аномалией. Строения отсутствуют, за исключением геодезических маркеров, установленных в рамках исследовательской программы Италии. Район острова является важным местом размножения и обитания тюленей Уэдделла. Входит в состав 173-й особо охраняемой зоны Антарктики, протокол которой регулирует и накладывает ограничения на деятельность и пребывания людей на острове.
Остров был открыт в феврале 1900 года Британской антарктической экспедицией (1898—1900), проходившей под командованием Карстена Борхгревинка. Борхгревинк назвал остров в честь Клемента Маркема, стремясь тем самым снять напряженность, возникшую ранее в его отношениях с последним, однако этот жест примирения не был принят.